# Yavnella indica
Yavnella indica är en myrart som beskrevs av Kugler 1987. Yavnella indica ingår i släktet Yavnella och familjen myror. Inga underarter finns listade i Catalogue of Life.

## Bildgalleri

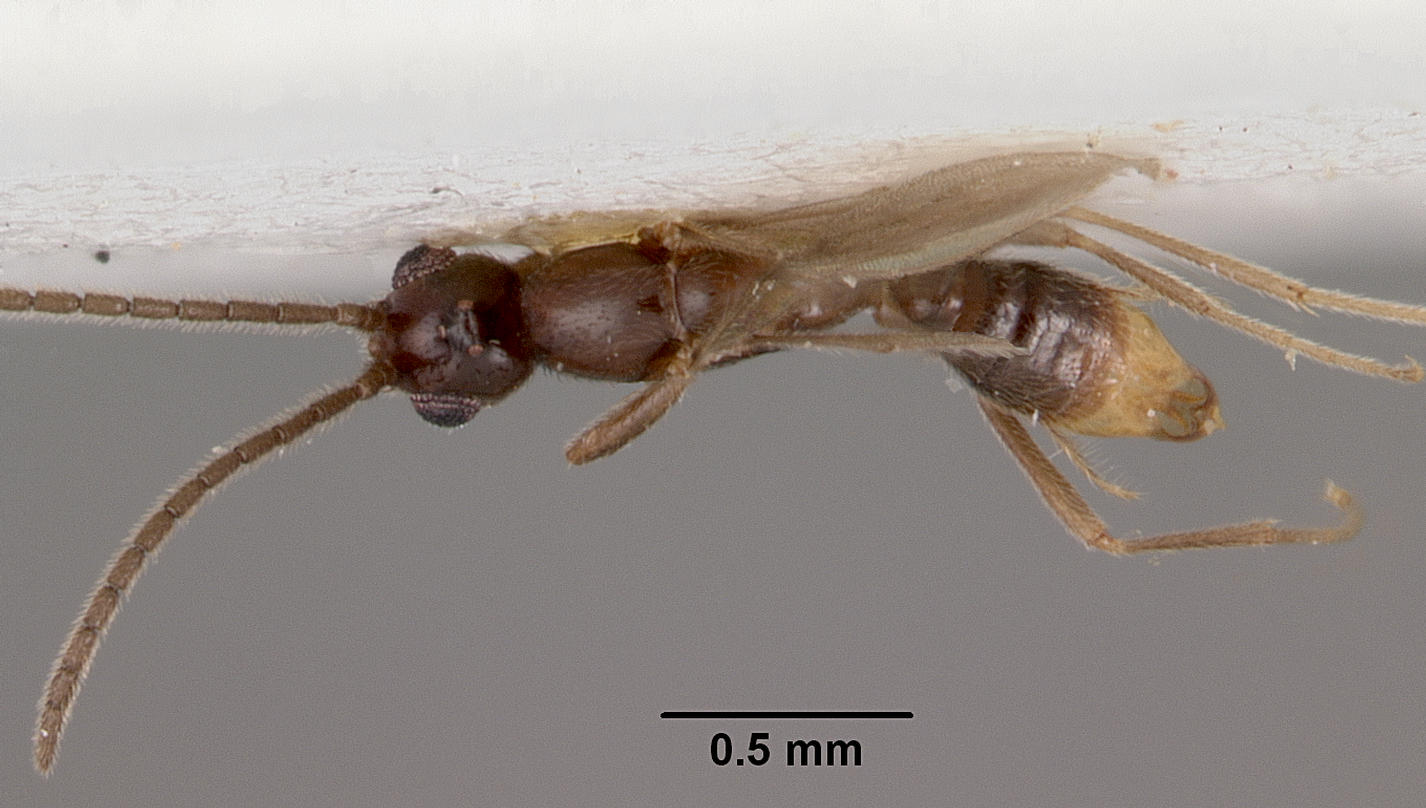
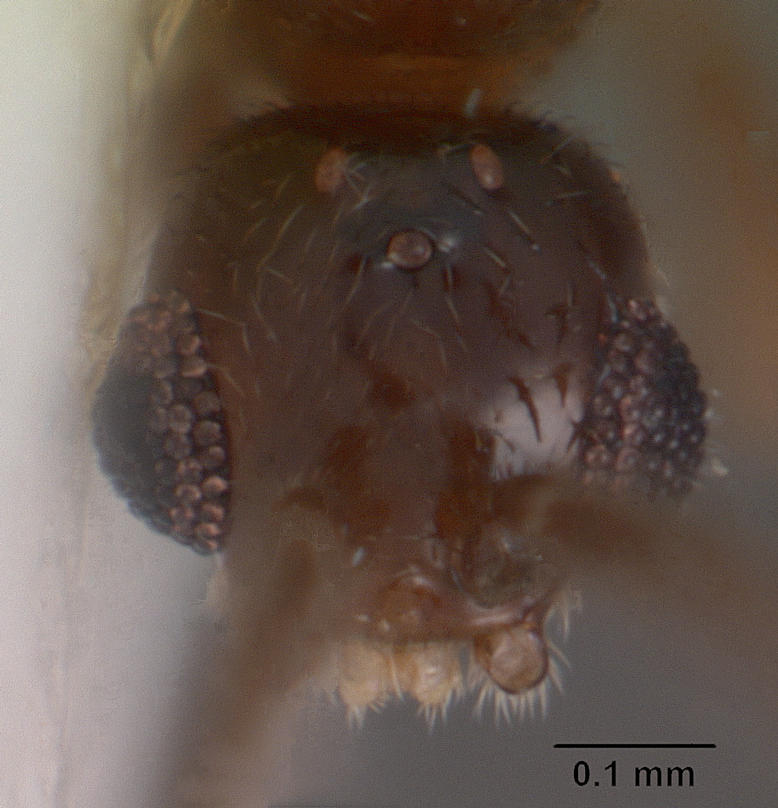
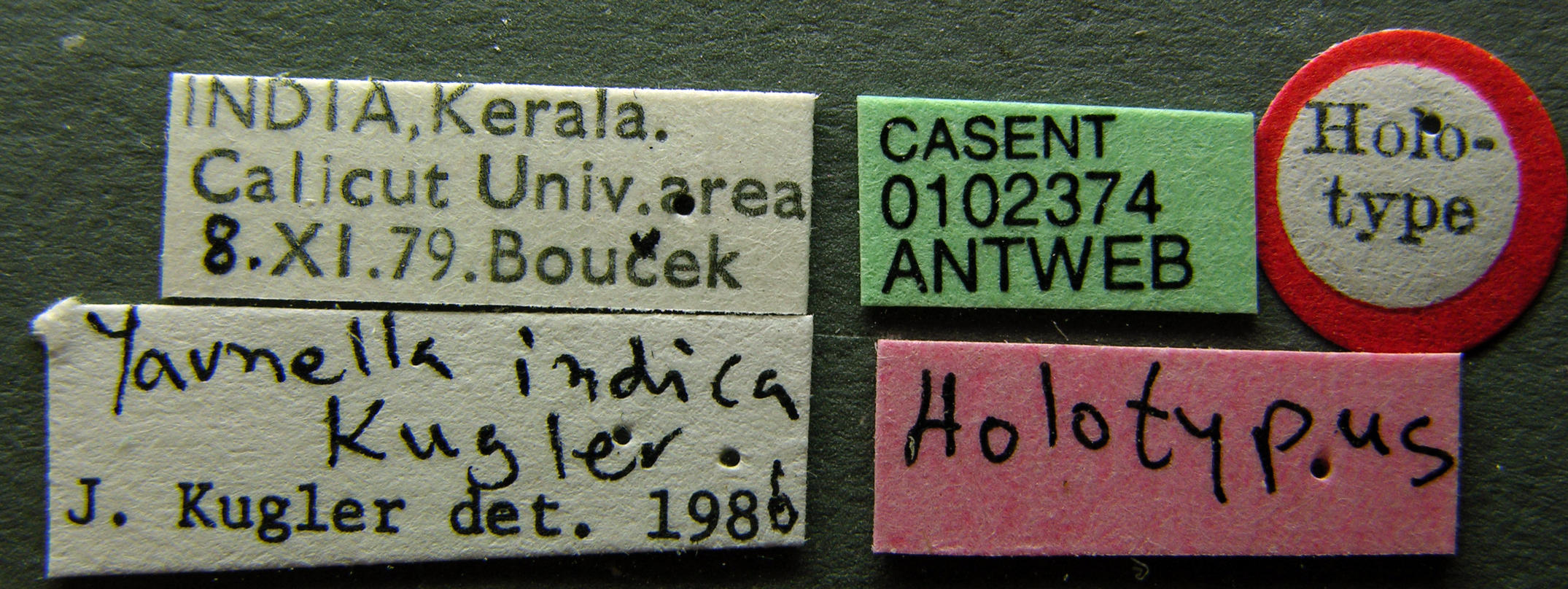
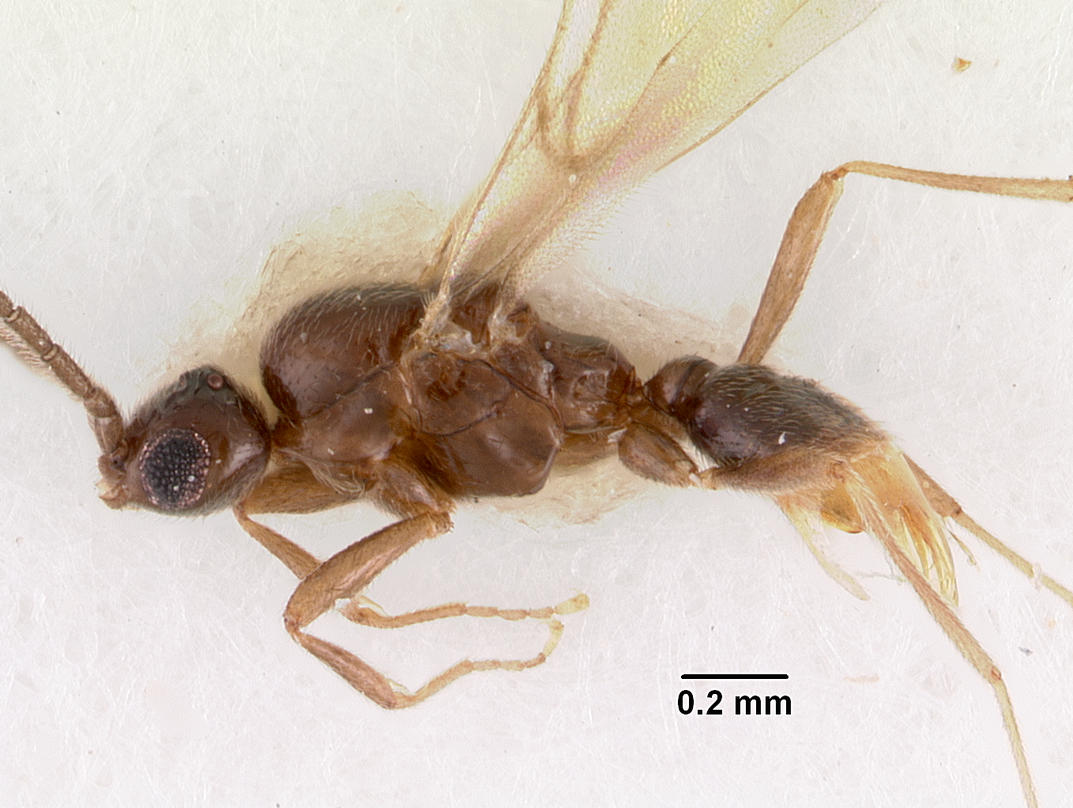
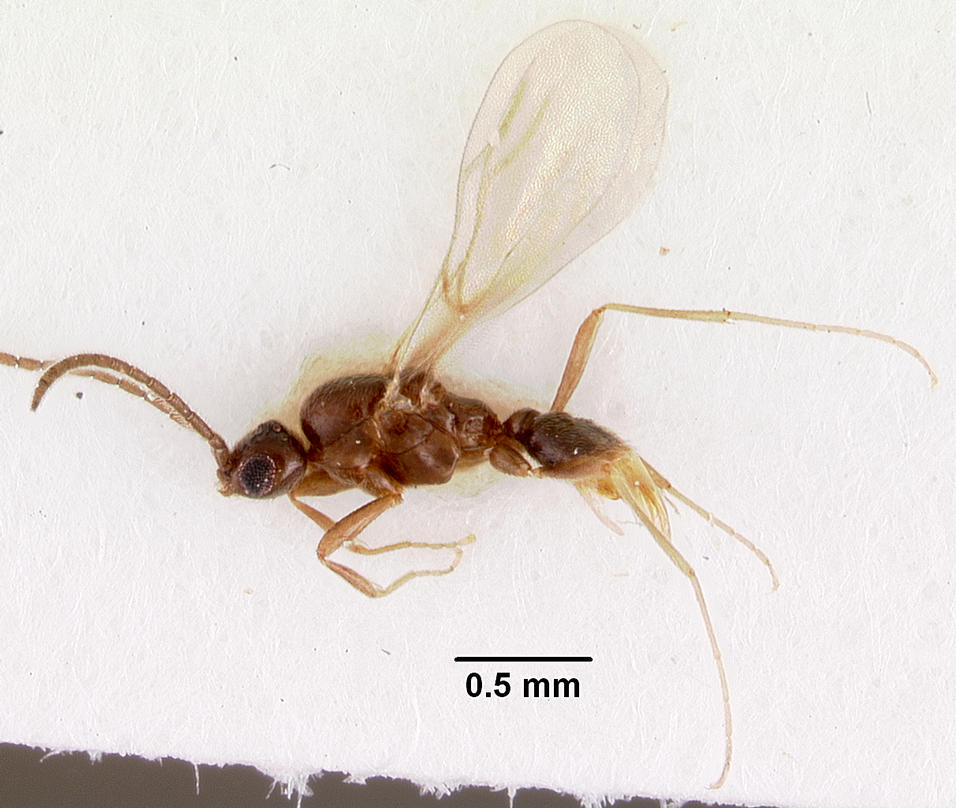